# Jeûne
Pour les articles homonymes, voir Jeûne (homonymie).

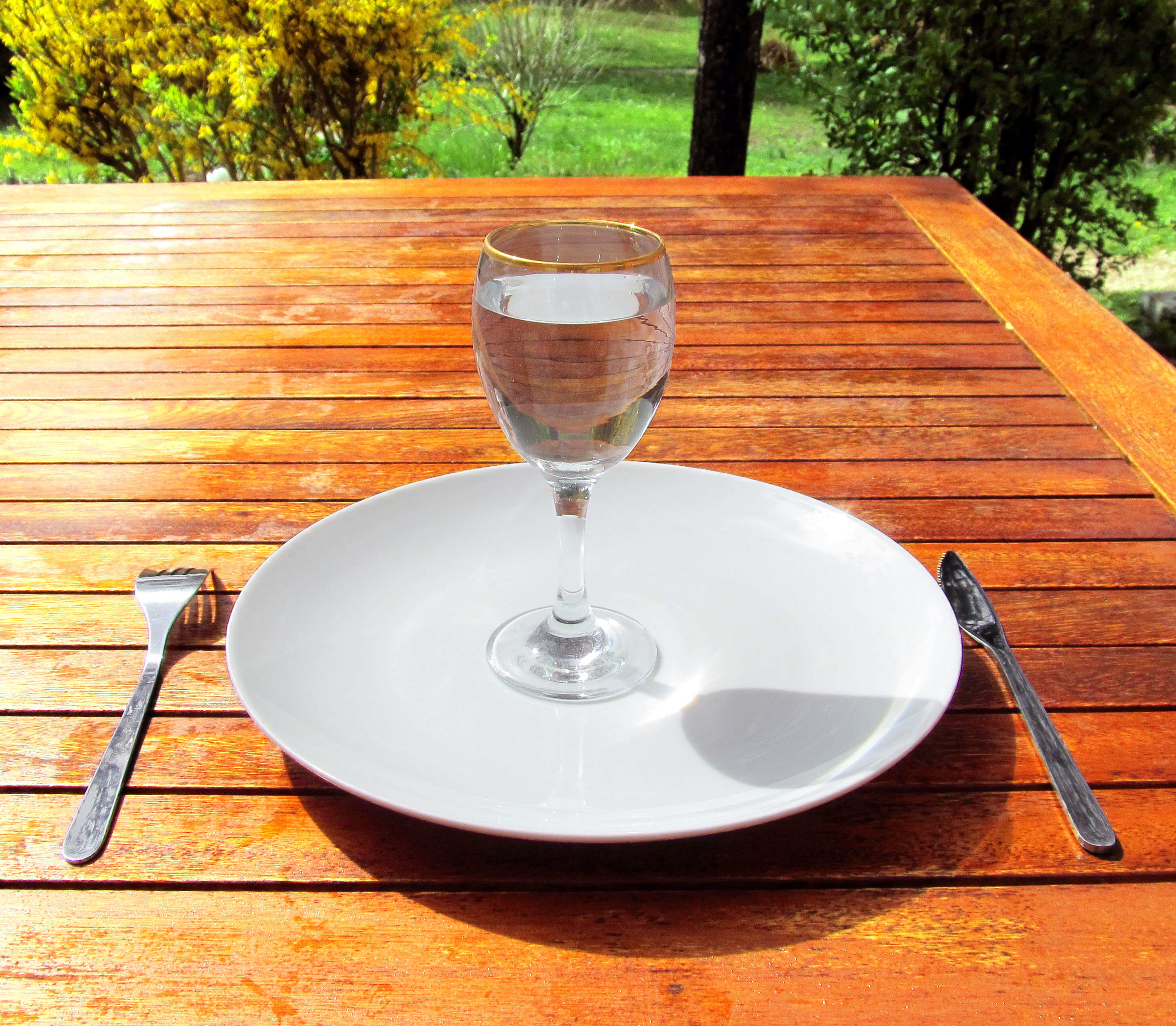
Illustration du jeûne dans la culture occidentale.

Le jeûne est la privation, volontaire ou non, de nourriture, accompagnée ou pas d'une privation de boisson. Le jeûne partiel fait partie intégrante de la pratique de certaines religions (carême, ramadan, kippour, etc.).
D'un point de vue médical et physiologique, on considère que la période de jeûne commence à partir de la sixième heure après le dernier repas. Le jeûne met en marche des mécanismes d'adaptation physiologique hérités du lent processus de l'évolution. [réf. souhaitée] Diverses expériences ont montré sur le modèle animal qu'une restriction alimentaire non excessive prolonge la durée de vie de nombreuses espèces (souris, rat, singe rhésus). Une étude publiée dans Nature en 2016 a aussi montré que ce jeûne s'accompagne d'une diminution des dommages à l'ADN. Sur une période courte, le jeûne intermittent permet une perte de poids et de masse grasse similaire à la restriction calorique ainsi qu'une augmentation de la sensibilité à l'insuline. Mal contrôlé ou trop prolongé, il peut conduire à la mort.

## Introduction
L'adaptation et la résistance au jeûne prolongé observées chez l'humain, mais également chez certains oiseaux (migrateurs, manchots), ont été modelées par l'histoire de l'évolution[source insuffisante].
La faculté de stocker des réserves avec un maximum d'efficacité, conjuguée à l'utilisation très efficiente de ces substrats, a permis à l’humain de survivre et même de se développer dans des conditions très peu favorables du point de vue alimentaire, ceci jusqu'à une période très récente de l'histoire en Europe, mais encore actuellement dans de nombreux pays en voie de développement.
Cependant une privation protéino-énergétique soutenue entraîne une sensibilité aux infections liée à l'altération des défenses immunitaires, et peut finalement aboutir à la mort. Classiquement, on considère qu'une réduction de 50 % de la masse protéique est incompatible avec la vie.
Le docteur Otto Buchinger a été le premier scientifique d'Europe de l'Ouest à s'intéresser à ce sujet, bien qu'en URSS de nombreuses études scientifiques aient été conduites depuis quarante ans, mais n'ont jamais été traduites et sont restées méconnues en Occident. Ces études auraient montré des améliorations remarquables dans certaines affections telles que le diabète sucré, la polyarthrite rhumatoïde et d'autres rhumatismes, l'hypertension artérielle (HTA), l'asthme, l'insuffisance cardiaque ou l'allergie. « Le jeûne stimulerait les forces curatives de l'organisme »,.
Dans son rapport de 2017 analysant l'ensemble de la littérature scientifique sur le sujet, le Réseau national alimentation cancer recherche (NACRe) conclut :

« L'examen de l'ensemble des données scientifiques concernant le jeûne et les régimes restrictifs, issues de nombreuses études expérimentales chez l'animal et des quelques études épidémiologiques et cliniques disponibles actuellement, n'apporte pas la preuve d'un effet (bénéfique ou délétère) chez l'Homme en prévention primaire ou pendant la maladie (qu'il s'agisse d'un effet curatif ou d'une interaction avec les traitements anticancéreux). »

— Jeûne, régimes restrictifs et cancer : revue systématique des données scientifiques et analyse socio-anthropologique sur la place du jeûne en France
Les cures de jeûne sont remboursées dans certains pays[Lesquels ?], comme parfois en Allemagne, mais la recherche dans ce domaine bénéficie de peu de subventions.

## Physiopathologie

### Physiologie du jeûne total

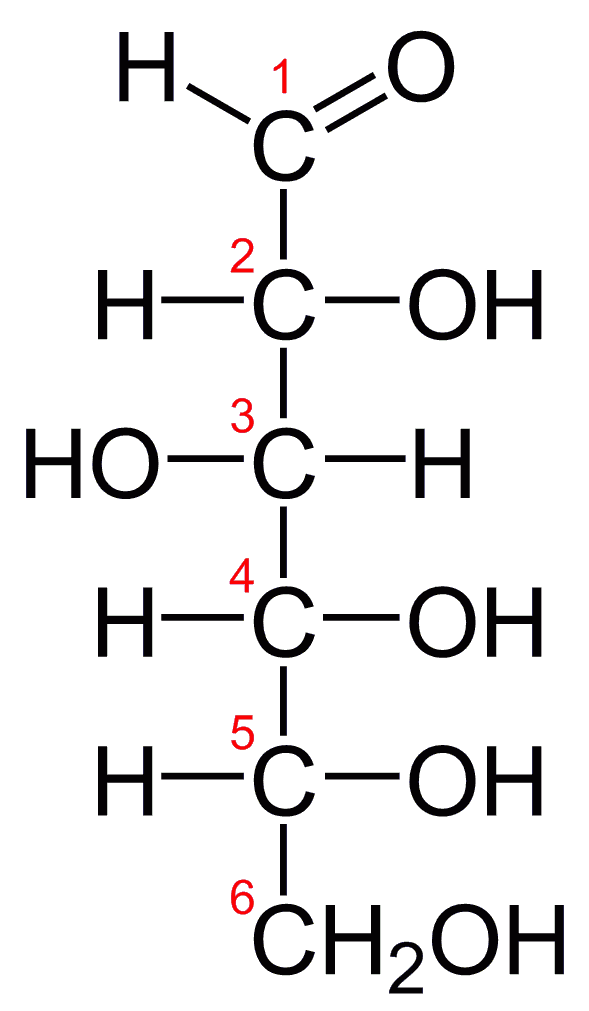
Structure du D-glucose.

Durant un jeûne total, seules les pertes hydriques sont compensées. Il n'y a pas d'absorption de nutriments capables d'être utilisés ou stockés. L'organisme utilise alors le glycogène contenu dans le foie et les muscles, le décompose et libère le glucose ainsi transformé dans la circulation sanguine. La néoglucogenèse, stimulée par le glucagon et le cortisol, est primordiale pour le maintien de la concentration normale de glucose dans le sang entre les repas. Cette concentration doit rester suffisante car le cerveau ne peut utiliser qu'entre 70 % et 75 % de corps cétoniques en termes d'apports énergétiques, le reste devant être fourni par du glucose pour son métabolisme et il ne peut pas stocker de glycogène.
- Les lipides circulent sous forme d'acides gras libres, ils sont stockés sous forme de triglycérides dans le tissu adipeux, constituent 77 % du contenu total en énergie (en kilocalories). C'est le principal réservoir d'énergie et la principale source d'énergie durant le jeûne[12].

- Les protéines, circulant sous forme d'acides aminés, sont stockées dans les muscles et constituent 22 % de l'énergie totale du corps (en équivalent en kilocalories). Source de glucose pour le cerveau pendant le jeûne, elles sont utilisées en dernier recours, une fois les autres stocks d'énergie épuisés. Ces stocks sont inutilisables en totalité car des anomalies mortelles apparaissent avant l'épuisement du stock[12].

L'insuline et le glucagon sont les principaux facteurs hormonaux dont dépendent les aller et retours entre l'anabolisme et le catabolisme, mais l'adrénaline, le cortisol et l'hormone de croissance sont également impliqués dans le métabolisme des nutriments.

### Phases du jeûne total

#### Jeûne immédiat

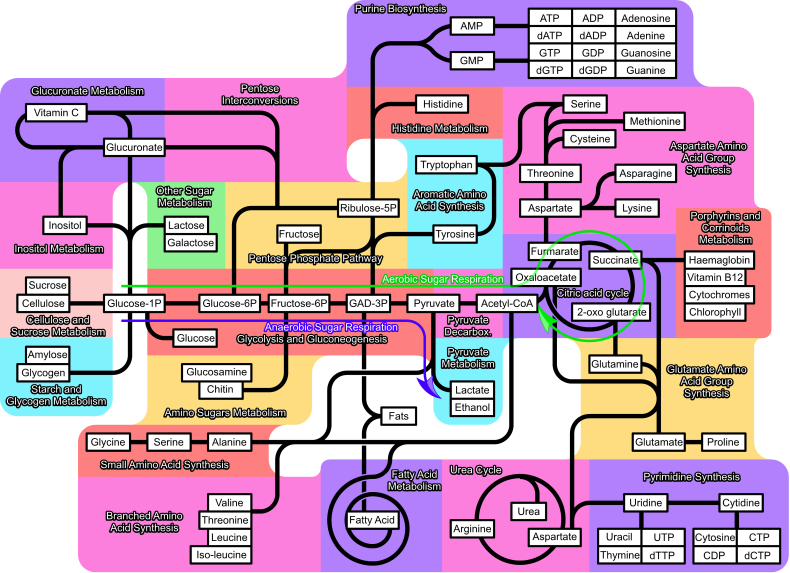
Métabolisme.

Il se produit dès l'absence de prise alimentaire dans les douze heures suivant le dernier repas, habituellement entre le dernier repas du soir et le petit-déjeuner du lendemain. La sécrétion d'insuline diminue, tandis que celle de glucagon augmente. Ce jeu hormonal entraîne une stimulation de la lipolyse et de l'oxydation des acides gras, puis une cétogenèse. Afin de maintenir la glycémie, la glycogénolyse est stimulée, de manière exclusive.

#### Les trois phases du jeûne
Le jeûne est classiquement divisé en trois phases successives. Les phases 1 et 2 correspondent à la mise en place des mécanismes d'épargne protéique en rapport avec l'augmentation progressive et soutenue de l'utilisation des acides gras et des corps cétoniques comme substrats énergétiques.

##### Jeûne court
La première phase est la « phase de jeûne court » correspondant à une absence de prise alimentaire d'une durée allant de douze heures à trois ou quatre jours. L'épuisement des réserves de glycogène entraîne une baisse de la glycémie indispensable au cerveau. La source principale de glucose de l'organisme devient la néoglucogenèse. Cette situation ne peut perdurer, la fonte protéique étant trop rapide et incompatible avec une survie prolongée. Une adaptation visant cette fois-ci à économiser des protéines, et non plus seulement à fournir du glucose, va donc devoir entrer en jeu au cours du jeûne prolongé. Bien sûr la transition est progressive, et on assiste ainsi à une diminution régulière de la concentration du glucose, de son renouvellement ainsi que de la concentration plasmatique des acides aminés gluconéogéniques (acides aminés capables de fournir du glucose).

##### Jeûne prolongé
La seconde phase est le « jeûne prolongé ». Cette phase commence vers le 5e ou 7e jour de jeûne et peut durer plusieurs semaines. Cette phase se caractérise par une perte protéique beaucoup moins marquée (de l'ordre de 4 g d'azote/jour vers la 2e semaine) et stable. La principale modification est l'élévation importante de la concentration plasmatique des corps cétoniques. Du fait de cette élévation, le cerveau oxyde beaucoup moins de glucose, ce qui ne rend plus indispensable le maintien d'une intense gluconéogenèse hépatique et rénale à partir des acides aminés musculaires. Ceci entraîne une diminution de la protéolyse (en particulier la production de glutamine et d'alanine) et permet l'épargne protéique. La réduction de la protéolyse musculaire et la stabilité de la protéosynthèse permettent un maintien (ou une décroissance plus lente) de la masse protéique musculaire. Cette épargne protéique relative permet donc une survie prolongée. Son mécanisme n'est pas encore bien connu.

##### Phase terminale
La phase 3 ou terminale (ou la limite de l'adaptation au jeûne) : cette phase terminale n’a été étudiée que chez l'animal et tout particulièrement chez le manchot empereur, notamment par Yvon Le Maho. Le passage à cette dernière phase du jeûne est marqué par un net contraste : les taux plasmatiques d'acides gras et de corps cétoniques s'effondrent, tandis que la glycémie s'élève, et le catabolisme protéique augmente de façon importante pour la néoglucogenèse. Le passage à cette troisième phase de jeûne avec augmentation de la mobilisation des protéines survient alors qu'il reste environ 20 % des réserves lipidiques, contredisant largement l'idée d'une phase irréversible. Néanmoins si cette troisième phase n'est pas irréversible, elle n'en est pas moins limitée à brève échéance. C'est la consommation des protéines durant cette phase qui est responsable d'une forte morbidité et mortalité.
Le cas particulier des animaux obèses a été étudié et amène à des constatations très surprenantes : ces animaux obèses n'entrent pas en phase terminale, ils gardent en permanence un comportement d'épargne protéique. « Du fait de leurs réserves lipidiques considérables, ils jeûnent beaucoup plus longtemps mais arrivent in fine à une déplétion protéique beaucoup plus marquée que chez les animaux maigres. À la fin du jeûne (à la mort), les animaux maigres ont perdu 98 % de leurs réserves lipidiques et 29 % de leurs protéines totales, tandis que les animaux obèses n'ont perdu « que » 82 % de leur réserve lipidique et 57 % de leurs protéines corporelles. Si les réserves lipidiques représentent le facteur limitant de la durée du jeûne chez le sujet mince, ce sont les réserves protéiques qui représentent le réel facteur limitant de la durée du jeûne chez l'obèse, l'observation des réserves lipidiques pouvant être particulièrement trompeuse ».

### Limites et dangerosité
Un adulte de 1,70 m, pesant 70 kg, possède environ 15 kg de réserve de graisse, de quoi tenir, s'il est en bonne santé, une quarantaine de jours de jeûne. Mais au-delà, la poursuite du jeûne consomme les protéines du corps. L'organisme catabolyse certains acides aminés qui peuvent être convertis en glucose au cours de la néoglucogenèse pour approvisionner le cerveau. Or les protéines sont stockées dans les muscles (dont le cœur).
Un suivi médical est vital à partir de la 4e semaine, suivant l'état de santé, les conditions du jeûne et la nature des réserves au départ.
Comme en témoigne l'histoire de 9 détenus de la prison de Cork (Irlande) en 1920, dont le jeûne a duré 94 jours ; l'organisme humain, jeune et en bonne santé, peut arriver à supporter un jeûne total (mais n'excluant pas la prise de liquides), non sans séquelles, pendant une période pouvant aller jusqu'à trois mois. Lors de la grève de la faim irlandaise de 1981, Bobby Sands est mort après 66 jours de jeûne, là où Kieran Doherty est mort après 73 jours.
Exprimée en termes d'indice de masse corporelle (IMC), une valeur inférieure de 12 à 13 kg·m-2 est en principe synonyme de mort, bien que des récupérations aient été décrites chez des patients adultes jeunes dénutris présentant des IMC de l'ordre de 8 à 9 kg·m-2 . Un jeûne prolongé au-delà d'une certaine durée provoque immanquablement la mort. Cette durée varie selon les individus, et peut atteindre plus de 85 jours.

« Dans les limites définies (jeûne inférieur à trois semaines chez une personne de corpulence normale) le jeûne ne présente pas de danger[réf. nécessaire]. »

Angus Barbieri, un homme en situation d'obésité morbide de 27 ans, a effectué un jeûne de 382 jours avec succès, des suppléments vitaminiques et en minéraux ayant été apportés en compléments durant ce jeûne. Le patient avant le début de l'étude pesait 206 kg (456 lb), tandis qu'à la fin de l'étude, il en pesait 81 kg (180 lb). Cinq ans après son jeûne, le patient pesait 89 kg (196 lb).

### Modèles animaux
Les animaux malades, blessés ou en hibernation réduisent leurs apports en nourriture[réf. souhaitée]. La capacité à supporter le jeûne est indispensable à la survie en cas de pénurie ou de famine. Les morses jeûnent en période de reproduction alors qu'ils défendent leur territoire et leurs femelles. Les poussins jeûnent sans boire trois jours après éclosion. Les homards jeûnent quand ils muent. Les manchots mâles, qui protègent leur œuf du froid en le portant sur leurs pieds, jeûnent jusqu'à l'éclosion des petits et la prise en charge de ceux-ci par leur compagne. Les animaux qui pratiquent l'hibernation jeûnent de facto pendant cette période de faible activité.
Pendant le jeûne des rats, l’intestin grêle évolue en quatre phases :
- en quelques heures, phase 1, la perte de masse est due aux selles et à l’utilisation des réserves glucidiques ;
- le début de jeûne ou le jeûne court, phase 2, atrophie l'épithélium et mobilise 75 % des réserves lipidiques, ce qui épargnerait les protéines. Les cellules prolifèrent et migrent moins. La perte de masse est constante ;
- ensuite commence le jeûne prolongé, phase 3, les protéines fournissent une grande part de l'énergie et la synthèse protéique est réduite. Les cellules prolifèrent et migrent plus, et l’apoptose s'arrête (par baisse des cytokines et du facteur de transcription Cdx2). Le catabolisme protéique augmente. Les transporteurs actifs PepT1 (peptide transporter 1) et SGLT1 préparent la réalimentation. La perte de masse augmente brusquement ;
- après réalimentation, phase 4, l’épithélium se restaure en 3 jours que le jeûne soit court ou long. La réalimentation stimule les transporteurs GLUT5, GLUT2 (de l'anglais glucose transporter) et FATP4 ;
- l'épuisement critique des réserves énergétiques provoquerait l'optimisation de l’absorption des nutriments.

Une expérimentation, sur des rats, du type de jeûne « intermittent à long terme » (jeûnes de 3 jours avec reprise alimentaire progressive sur 3 jours, espacés de 48 jours, huit fois de suite) montrerait que ce type de jeûne favorise la graisse blanche :
- le dépôt de triacylglycérol dans les adipocytes, malgré l'apport calorique réduit ;
- une expression accrue du gène FSP27 (fat-specific protein), ainsi que de PPARγ2 et C/EBPα (CCAAT enhancer-binding proteins alpha), et une augmentation de l'insuline ;

et que d'autres types de jeûnes n'ont pas cet effet : restriction calorique de 48 jours, ou un seul jeûne de 3 jours, avec ou sans reprise progressive de 3 jours.
Des rats Zucker maigres et obèses ont été soumis à 14 heures de jeûne et à une exposition au froid de leurs tissus adipeux, ce qui montrerait que l'exposition au froid augmente l'expression de l'ATGL et améliore sa régulation par le jeûne dans le tissu adipeux des rats maigres. Chez les rats obèses, l'exposition au froid augmente aussi l'expression de l'ATGL mais ne parvient pas à améliorer sa régulation par le jeûne, ce qui pourrait contribuer à une difficulté accrue pour la mobilisation des lipides des rats maigres.

## Neurologie et psychiatrie
Une synthèse d'études cliniques montre que le jeûne s'accompagne fréquemment d'un niveau accru de vigilance, d'une amélioration de l'humeur, d'un sentiment de bien-être, et parfois d'euphorie. Les améliorations de l'humeur, de la vigilance et un sentiment de tranquillité correspondent à un effet sur les symptômes dépressifs observable entre le second jour et le septième jours de jeûne, mais le maintien des effets sur l'humeur au-delà de la période de jeûne n'est pas établi.

## Jeûne en médecine
Wikipédia ne donne pas d'avis médical : seul un professionnel (médecin, pharmacien, etc.) est habilité à le faire.

### Anesthésiologie et chirurgie
Un jeûne pré-anesthésique est nécessaire, tant avant une anesthésie locorégionale qu'avant une anesthésie générale non urgente. Il est rendu nécessaire, en raison du risque d'inhalation du liquide gastrique lors de la phase d'induction de l'anesthésie (syndrome de Mendelson), pouvant entraîner de nombreuses complications dont les pneumopathies d'inhalation.
Après une intervention chirurgicale, le jeûne peut être indiqué, soit en raison :
- d'un ileus digestif (paralysie intestinale) pouvant avoir pour origine le geste chirurgical lui-même ou l'utilisation de certains médicaments ;
- de la nécessité de protéger les sutures digestives jusqu'à cicatrisation.

Les travaux du Pr Henrik Kehlet, autour de la récupération rapide après chirurgie ont montré que ce jeûne avant intervention ne doit pas être trop prolongé sous peine de majorer le stress physiologique préopératoire. Ainsi, les solides sont à présent acceptés jusqu'à 6 heures et les liquides clairs jusqu'à 2 heures avant l'intervention alors qu'autrefois on demandait classiquement au patient de « ne rien manger et boire après minuit » la veille de la chirurgie. De même, alors que le jeûne post-opératoire a longtemps été conseillé et pratiqué, il est maintenant prouvé que la reprise de l'alimentation le plus rapidement possible (quelques heures après l'intervention) facilite la reprise du transit et la réhabilitation physiologique de l'opéré.

### Jeûne intermittent ou jeûne alterné
Le jeûne intermittent, ou jeûne alterné, est une pratique consistant à alterner des phases d'abstention de nourriture avec des phases où elle peut être consommée. Bien qu'elle ait été récemment popularisée par des ouvrages de promotion de régimes, cette pratique est étudiée depuis 1943 et a montré une certaine efficacité dans la perte de poids, similairement à la restriction calorique. Des résultats préliminaires indiquent un maintien ou une amélioration de certains biomarqueurs, dont la sensibilité à l'insuline.

### Jeûnes thérapeutiques
Le jeûne thérapeutique est une pratique popularisée par le médecin Otto Buchinger au début du XXe siècle en Europe de l'Ouest.
Aux États-Unis, c'est l'hygiéniste Herbert M. Shelton qui a prôné les nombreux bienfaits du jeûne pour retrouver la santé. Il a généralisé quelque peu cette thérapie en ouvrant plusieurs écoles de santé (health school) permettant ainsi de proposer à des malades de jeûner en étant suivis. Il a supervisé plus de 30 000 jeûnes au cours de sa vie. En Occident, il en est une grande figure, grâce à son travail et son ouvrage démontrant que le jeûne est un moyen thérapeutique naturel et efficace.
Des chercheurs en Union soviétique ont étudié les mécanismes du jeûne pendant plus de quarante ans et ont expérimenté le jeûne thérapeutique sur des dizaines de milliers de patients dans le cadre d'une politique nationale de santé publique, surtout développée en Sibérie. Tout cela est minutieusement décrit dans de nombreuses études, qui n'ont jamais été traduites et sont donc restées inconnues en Occident,.
Le gérontologue et biologiste Valter Longo a proposé d'étudier le jeûne avec comme objectif de traiter des cancers (chez la souris de laboratoire, ainsi qu'in vitro sur des cellules isolées en culture),,. Il déclare « J'ai récemment fait une présentation devant l'une des plus importantes compagnies pharmaceutiques au monde, et j'ai mis au défi les dirigeants de l'entreprise de mettre au point un cocktail de médicaments, pas un simple médicament mais un cocktail de médicaments, dont les effets seraient plus puissants que celui du jeûne ».
Les recherches sur les applications de la réduction calorique et du jeûne se poursuivent,,. Le changement d'alimentation, en particulier la réduction calorique, sont préconisés pour certaines maladies du foie comme la stéatose hépatique non alcoolique. La restriction calorique ou le jeûne n'ont pas pu démontrer d'indication médicale reconnue pour se prémunir des effets du vieillissement. Aux États-Unis, le National Council Against Health Fraud (NCAHF) « met fermement en garde contre l'usage prolongé du jeûne à des fins de santé et pense qu'obliger des enfants à jeûner est une forme de mauvais traitement ».
En France, sur modèle animal, le jeûne, qu'il soit répété ou intermittent, n'a pour le moment pas montré de bénéfice dans la prévention ni le traitement du cancer, notamment dans un rapport du réseau NACRe publié en 2017 et repris par l'Institut national du cancer,. Une étude, toujours sur modèle animal, avait préalablement suggéré que l'effet du jeûne sur les tumeurs cancéreuses pourrait être dépendant du type de cancer et de la durée du jeûne.
Un rapport de synthèse de l’Institut national de la santé et de la recherche médicale (Inserm) publié en 2014 rappelait que si le jeûne court et contrôlé est généralement sans danger, « des risques réels existent » : 

« Jeûner induit des modifications métaboliques qui pourraient être utilisées à bon escient dans diverses situations pathologiques. Cependant, aucune donnée clinique reposant sur des essais méthodologiques rigoureux ne peut étayer aujourd’hui le bien-fondé de cette piste, qui reste donc pour l’instant essentiellement théorique. »

— Institut national de la santé et de la recherche médicale, Évaluation de l’efficacité de la pratique du jeûne comme pratique à visée préventive ou thérapeutique, 2014

### Relativement au mécanisme de l'autophagie cellulaire
En 2016, Yoshinori Oshumi a utilisé de la levure de boulanger pour identifier les gènes essentiels à l'autophagie. Ces travaux ont montré que les mêmes mécanismes peuvent être observés dans le corps humain, et qu’ils peuvent, en cas de dysfonctionnement, déclencher certaines maladies comme le cancer, la maladie de Parkinson, le diabète et certaines maladies génétiques et neurologiques.

### Dérives sectaires et pseudo-médecines
De nombreux gourous des pseudo-médecines prêtent des vertus très exagérées au jeûne, jusqu'au fait de soigner des maladies graves, tels les youtubeurs naturopathes et complotistes Éric Gandon et Thierry Casasnovas.
La Mission interministérielle de vigilance et de lutte contre les dérives sectaires (MIVILUDES) prévient que « Tout jeûne partiel ou complet pratiqué en dehors de l’établissement médicalisé et sans encadrement médical permanent présente des risques sanitaires importants ».
Ces pratiques présentent notamment deux risques : 
- un risque avéré pour la santé et même la survie, puisque chaque année des pratiquants décèdent à l'occasion de ces stages de jeûne, comme encore en janvier 2023[44].
- un risque d'emprise psychologique, le jeûne (surtout quand il est aggravé par une fatigue physique) entraînant des états de conscience altérés qui affaiblissent le discernement et permettent à des gourous de mieux manipuler leurs fidèles pour leur faire adhérer à des systèmes de croyance de plus en plus farfelus, entraînant isolement et dépendance[48].

## Jeûne religieux et philosophique
Le jeûne pour raisons médicales ou spirituelles est connu depuis l'Antiquité. Il en est fait mention dans le Mahâbhârata et les Upaniṣad.
Dans la Grèce antique, lorsque quelqu'un tombait malade et venait voir les prêtres du temple du dieu guérisseur Asclépios (Esculape pour les Romains), ces derniers, quand ils n'arrivaient pas à le guérir par les méthodes traditionnelles alors en usage, avaient parfois recours à une méthode expéditive. On exilait semble-t-il, le « malade » avec une bonne quantité d'eau douce (et sans aucune nourriture), durant une trentaine de jours, sur un rocher éloigné dans la mer ou ailleurs, où il était censé prier. Quand on allait le rechercher, on le réalimentait en douceur, et quelque temps plus tard, la santé revenait.[réf. nécessaire]
Le jeûne s'est particulièrement développé au Moyen-Orient et en Asie du Sud-Est avec l'islam, et en Occident avec la diffusion du christianisme[réf. nécessaire].

### Judaïsme
La religion juive recommande les jeûnes (Taanit) suivants : Yom Kippour, Tisha Beav (les seuls jeûnes mentionnés dans la Torah), le 17 Tammouz, le jeûne de Guedalia, le 10 Tevet, le jeûne des premiers-nés, le jeûne d'Esther, la plupart étant des jeûnes de deuil.

### Christianisme

#### Église catholique

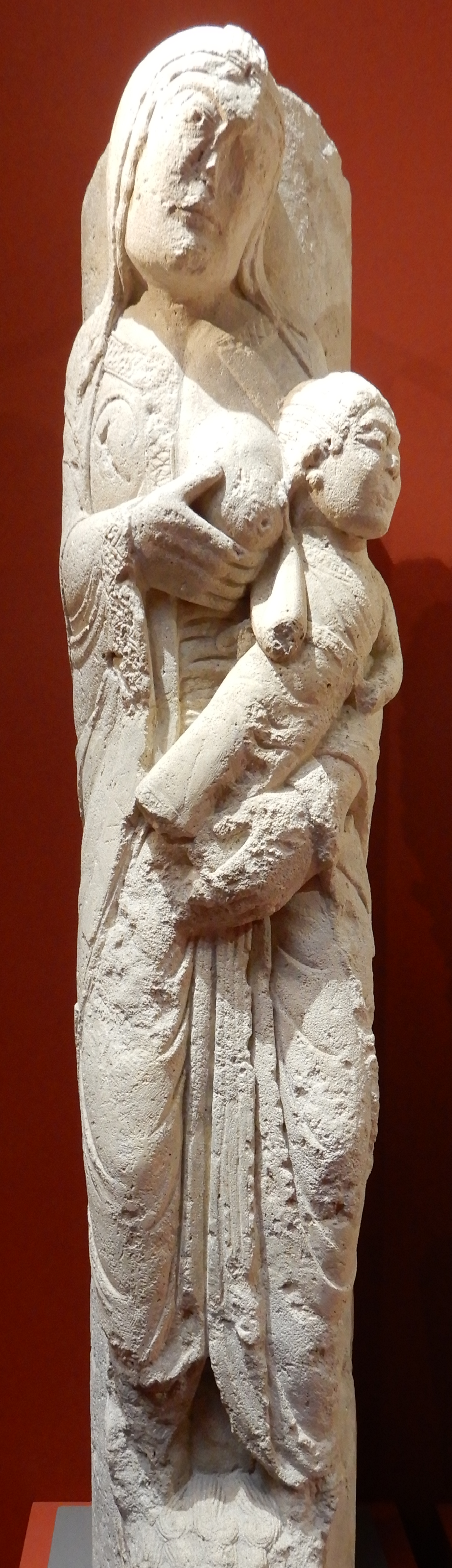
Nicolas de Myre enfant se détourne du sein de sa mère pour respecter le jeûne, statue-colonne (1140), musée de Saint-Maur.

Dans l'Église catholique, le jeûne est considéré comme une pratique de pénitence qui permet de prendre conscience de ses manquements et de se rapprocher de Dieu (voir Matthieu 4, 2 ; Luc 4, 1-4). Il consiste en une privation volontaire de nourriture : lors d'un jour jeûné le fidèle ne fait qu'un seul repas de la journée (traditionnellement à midi), qu'il peut compléter par de légères collations le matin et le soir, à condition que les deux ensemble ne correspondent pas à un repas complet,.
Le jeûne est souvent associé à l'abstinence de viande, une autre pratique pénitentielle ; cependant ce sont deux pratiques différentes : certains jours sont consacrés au jeûne, d'autres à l'abstinence, et certains aux deux. Dans l'Église catholique, le jeûne est demandé aux personnes souhaitant recevoir la communion : cette pratique est appelée le jeûne eucharistique. Avant la réforme liturgique du pape Pie X, le jeûne commençait la veille à partir de minuit jusqu'à la communion. Aujourd'hui, l'Église catholique demande un jeûne d'une heure minimum avant de recevoir la communion.

##### Haut Moyen Âge
Aux premiers siècles, la pratique du jeûne était assez différente et régionale. Ainsi, dans l'Histoire des Francs, l'évêque saint Grégoire de Tours († 594) précisait celle qui fut réglée par son prédécesseur Perpet de Tours († 490) :

« Depuis la Pentecôte, les mercredis et les vendredis jusqu'à la nativité de saint Jean.

Depuis le premier septembre jusqu'au premier octobre, deux jeûnes par semaine. Depuis le premier octobre jusqu'à la mort de saint Martin [aussi], deux jeûnes par semaine.

Depuis la mort de saint Martin jusqu'à la nativité du Seigneur, trois jeûnes par semaine.

Depuis la nativité de saint Hilaire jusqu'à la mi-février, deux jeûnes par semaine. »

On s'aperçoit que la pratique de jeûne commencée le 11 novembre, fête de saint Martin, comptait exactement 40 jours à l'exception des dimanches, tout comme le jeûne du Carême de nos jours. D'où, trois jours de jeûne par semaine. Une fois confirmé par le premier concile de Mâcon tenu vers 581, ce jeûne dit de l'Avent, moins pratiqué aujourd'hui, fut cependant longtemps respecté dans la tradition du catholicisme. Le jeûne accompli, on célébrait, avec de grandes antiennes « Ô » de l'Avent, un office solennel qui s'appelait pitance, en buvant du vin.
Le chapitre 41 de la règle de saint Benoît, fixée vers 530, se consacre aux repas et jeûne. Selon ce chapitre, celui-ci n'était pas le jeûne complet, en raison du travail manuel dont les abbayes avaient besoin. À savoir, il s'agissait du repas tardif. Tout comme la règle de Perpet de Tours, le mercredi et le vendredi étaient choisis pour ce sacrifice.

« ... Durant tout l'été, à partir de la Pentecôte [jusqu'aux ides de septembre], ils jeûneront la quatrième et la sixième férie jusqu'à l'heure de none [au lieu de sexte], s'ils n'ont pas de travaux dans les champs, ou si la chaleur excessive de l'été ne les incommode pas. ... Mais pendant le Carême, jusqu'à Pâques, c'est à l'heure de vêpres (c'est-à-dire, après cet office) qu'ils mangeront en ayant soin de disposer cette heure de vêpres en sorte que l'on n'ait point besoin de lumière pour le repas, mais que tout se termine encore à la clarté du jour [en Italie]. »

— Saint Benoît de Nursie († 547), chapitre XLI
Sous le règne de Charlemagne (entre VIIIe – IXe siècles), il semble que pendant la période de jeûne, ce souverain avançât son repas d'une heure, à savoir à 14 heures au lieu de none, et un évêque se serait scandalisé de ce léger relâchement. Une autre légende raconte que le premier capitulaire saxon édicté vers 785 prévit la peine de mort pour les Saxons ne respectant pas le précepte. Hors ces cas extrêmes, qu'il convient de replacer dans leur contexte, la violation du jeûne pouvait valoir de sévères pénitences.

##### De nos jours
Pour les fidèles catholiques, le code de droit canonique de 1983 précise ses détails. Selon ce code, le jeûne ecclésiastique ainsi que l'abstinence de viande seront observés lors du mercredi des Cendres et du Vendredi saint en raison de « la volonté de réparer le péché et d'y renoncer » ainsi que de « la préparation à la rencontre de Pâques ». Ces prescriptions relèvent notamment des cinq commandements de l'Église. Il est demandé au minimum de ne pas dépasser un repas par jour, accompagné éventuellement d'une collation le matin et le soir, tout en laissant le fidèle libre d'opter pour un jeûne plus intégral. Le jeûne n'est pas exigé des fidèles n'ayant pas atteint leur majorité, ni de ceux qui passent 60 ans. L'abstinence quant à elle est demandée à partir de 14 ans.
La raison pour laquelle les fidèles doivent exécuter le jeûne ecclésiastique au mercredi des Cendres est théologiquement exprimée :

« On ne fait pas pénitence le dimanche, célébration hebdomadaire de la Résurrection, même en Carême ; c'est pourquoi, pour combler le déficit de ces dimanches, on a anticipé le début du jeûne quadragésimal au mercredi des Cendres, mercredi qui précède le premier dimanche de carême. »

— Dom Robert Le Gall
Sauf s'il s'agit d'un jour de solennité, le vendredi est le jour consacré à l'abstinence et par extension au jeûne dans la semaine. Quelque peu tombée en désuétude, l'abstinence du vendredi a quasiment disparu, tout en demeurant toujours de rigueur à moins qu'elle n'ait fait localement l'objet d'adaptations par les conférences épiscopales. Celles-ci peuvent en effet décider de laisser aux fidèles la possibilité de remplacer l'abstinence par d'autres actes concrets de pénitence et de charité, comme c'est le cas en France — à l'exception du temps du Carême — à partir de 1967.
Chez les premiers chrétiens c'était un jour de jeûne total : les jeûnes du mercredi et du vendredi étaient obligatoires autrefois par une loi de l'Église et appelés « jeûnes de station » ou « jeûnes de none » il y avait aussi le « demi-jeûne », le « jeûne de Carême » (ou de la quadragésime) et le « jeûne de superposition ».
Il existe aussi le jeûne volontaire, par exemple la recommandation de sainte Thérèse de Lisieux surtout pendant le Carême, car en jeûnant, à savoir privé de nourriture, l'on reconnaît sa dépendance envers Dieu. Certes, l'exécution du jeûne durant quarante jours et quarante nuits était respectée non seulement par Moïse et Élie mais également par Jésus-Christ lui-même.
Toutefois, l'Évangile ouvrit une autre manière de cohérence entre Dieu et l'Église, pour ses disciples, en citant le festin messianique avec l'image de noces (Bible Segond 1910/Évangile selon Matthieu 9,14-15). Aussi la tradition de jeûne devint-elle, auprès de l'Église occidentale, une valeur relative qui peut être remplacée par d'autres abstinences, à l'exception du mercredi des Cendres et du Vendredi saint. En conséquence, la règle de saint Benoît, citée au-dessus, cherchait déjà au VIe siècle son optimisation pour sauvegarder la force de communauté, mais de sorte que soit respectée la tradition du Carême, un seul repas au dernier moment de journée.

#### Église orthodoxe
Dans l'Église orthodoxe, le jeûne eucharistique est exigé depuis minuit ; il est en général demandé que le repas du soir qui précède soit léger, sinon carémique ; l'exigence la plus répandue est qu'il ne comporte pas de viande. Il est aussi exigé que le fidèle s'abstienne de rapports charnels la veille de la communion, et à partir de minuit.
Dans la pratique orientale, les aliments sont classés de la manière suivante, par ordre croissant de caractère festif :
1. Les légumes, fruits, noix, champignons, fruits de mer ;
2. La graisse végétale (notamment dans la cuisson) et l'alcool ;
3. Le poisson ;
4. Les laitages et œufs ;
5. La viande ;
6. Les céréales.

Il existe quatre carêmes dans l'année orthodoxe : le carême de Noël, qui va du 15 novembre au 25 décembre ; le carême de Pâques, aussi appelé Grand Carême ; le carême des saints Apôtres, qui va du lundi d'après l'apodose de la Pentecôte jusqu'à la fête des saints Pierre et Paul le 29 juin ; le carême de la Mère de Dieu, qui va du 1er août au 15 août, fête de la Dormition. Sont aussi des jours de jeûne : la veille de la Théophanie ; la fête de l'Exaltation de la Croix (le 14 septembre) ; la fête de la décollation de saint Jean-Baptiste ; et tous les mercredis et vendredis de l'année (à l'exception des périodes sans jeûne). Les périodes sans jeûne sont : les 11 jours entre Noël et la veille de la Théophanie ; la semaine qui suit le Dimanche du Pharisien et du Publicain ; la semaine qui suit le Dimanche du Jugement Dernier, aussi appelée semaine des laitages, ou de Carnaval (on s'y abstient seulement de viande) ; l'octave de Pâques, aussi appelée Semaine Radieuse ; l'octave de la Pentecôte.
Pendant les carêmes de Pâques et de la Mère de Dieu, on jeûne de tout, sauf de légumes, fruits, etc. En outre, seul un repas est autorisé, le soir, après les vêpres. Les samedis et dimanches, on peut prendre deux repas, et l'huile et l'alcool sont autorisés. Pendant le carême de Noël et des saints Apôtres, on mange des légumes le mercredi et le vendredi ; les lundis, mardis et jeudis, l'huile et l'alcool sont permis ; et les samedis et dimanches le poisson est permis. Lors des fêtes qui tombent en carême (la Présentation de la Mère de Dieu au Temple pendant le carême de Noël, la Transfiguration pendant le carême de la Mère de Dieu, le Dimanche de Rameaux pendant le Grand Carême, et l'Annonciation, qui tombe presque toujours pendant le Grand Carême), le poisson est autorisé. Lorsqu'une fête de la Mère de Dieu tombe sur un mercredi ou un vendredi, le poisson est autorisé.
Lorsqu'une fête du Seigneur tombe un mercredi ou un vendredi, toute nourriture est permise. Ces normes peuvent varier d'une région à une autre ; elles sont toujours adaptées à la situation personnelle du fidèle, en accord avec son confesseur ou père spirituel. Pour les moines, il existe des variantes plus rigoureuses encore du jeûne, notamment l'abstention de toute nourriture pendant les lundis, mardis et mercredis de chaque semaine du Grand Carême jusqu'à la communion aux Dons Présanctifiés du mercredi soir.
Le sens du jeûne, qui ne va que très rarement jusqu'à la privation totale de nourriture (ce qui s'en approche le plus est le jeûne eucharistique, y compris d'eau, qui dure toute la journée lorsque la liturgie, à certaines périodes pénitentielles, est célébrée dans la soirée) ; il s'agit plus de souligner les moments essentiels du cycle liturgique en impliquant le corps dans la participation du fidèle à la révélation du mystère divin. Les textes liturgiques, qui parlent abondamment du jeûne pendant le Grand Carême, insistent sur l'idée d'effort, de course au bout de laquelle se trouve la couronne que le fidèle doit gagner. L'important est donc notamment de ne jamais interrompre ce jeûne, ce qui explique pourquoi, si la discipline se relâche un petit peu les samedis et dimanches, on continue de se priver de la plupart des choses que l'on consomme le reste de l'année. Les trois carêmes sont légèrement moins stricts que le Grand Carême de Pâques, pour souligner que c'est Pâques qui domine l'année, symboliquement et théologiquement.
L'Église orthodoxe éthiopienne conserve une pratique particulièrement stricte du jeûne, excluant la consommation des produits d'origine animale la plus grande partie de l'année.

#### Églises protestantes
Dans le protestantisme, le jeûne revêt généralement la forme d'une pratique individuelle. Le pasteur Christophe Deville, dans son ouvrage, définit le jeûne comme une signification à Dieu : « Seigneur, cette situation qui m’amène à genoux devant toi est plus importante que mes besoins normaux et quotidiens de nourriture ». Dans le jeûne, le croyant unit sa pensée à celle de Dieu ; du Dieu tout-puissant, éternel et omniscient pour mettre de côté, pour un temps, sa routine. Il prie et intercède pour des besoins d’importance vitale. La pratique d'un jour paroissial de jeûne et de prière, sans que la date choisie ait une signification particulière, est fréquente dans les Églises évangéliques. En Suisse, le jeûne fédéral et le jeûne genevois, hérités de la tradition calviniste, donnent lieu à des jours fériés légaux. Les Églises luthériennes, moraves, anglicanes et méthodistes retiennent la pratique du carême.

### Islam
Dans l'islam, le jeûne (saoum), a une signification relativement large qui touche toutes les relations concernant le musulman: sa relation avec son créateur Dieu (ALLAH), sa relation avec autrui et sa relation avec soi-même.
Le jeûne est le quatrième pilier de l'islam. En effet on parle de jeûne comme d'un renoncement spirituel, ne se limitant donc pas seulement à l'arrêt de consommation de nourriture et de boisson. C'est obligatoire pour le musulman de jeûner pendant le mois de ramadan principalement, sur une période de 29 à 30 jours consécutifs, de l’aube au crépuscule, et il est recommandé en d'autres dates, ainsi qu'en tout temps, afin de développer sa spiritualité et développer sa relation avec Dieu. Le jeûne est aussi une période d'amélioration de remise en question de soi pour le croyant.
Pendant le mois de ramadan, le jeûne est obligatoire. Par contre, il est facultatif pour certaines occasions tel que Achoura, le 10e jour du mois de mouharram. Il est interdit de jeûner dans le premier jour du mois de chawwal (après ramadan) parce qu'il est le jour de Aïd el-Fitr. Il est recommandé les 13e, 14e et 15e jours de chaque mois hégirien, les lundis et les jeudis pour jeûner. Il commence à l'aube (alfajr) et se termine au coucher du soleil (almaghrib). On doit s'abstenir, pendant ce laps de temps, de manger et boire, de rapports sexuels. il faut aussi s'abstenir à offenser à autrui par les paroles ou par les gestes.
Sont exemptés les femmes enceintes, les malades sous traitements médicaux, les enfants prépubères, les voyageurs, et les femmes en période de menstruations. Mais un rattrapage est prévu pour tous les exemptés sauf les enfants. S'ils ne peuvent pas rattraper le jeûne ils doivent redistribuer une charité (fidya ramadan)sous forme de nourriture aux pauvres selon le nombre de jours de ramadan déjeûnés.

### Bahaïsme
Le jeûne (صَوم ṣawm) est l'un des rites majeurs de la foi bahá’íe, prescrit par Bahá’u’lláh dans le Livre le Plus Saint (Kitāb-i Aqdas). Pour les baha'is, le jeûne est surtout une période de méditation et de prière, durant laquelle ils s'efforcent de réorganiser leur vie et de régénérer leur énergie spirituelle. Sa signification et son but sont avant tout spirituels et des entorses involontaires aux règles du jeûne ne l'annulent pas.
La période du jeûne dure tous les ans 19 jours et coïncide avec le dernier mois de l'année baha'ie nommé « élévation, sublimité » (علاء = 'Alá'), du 2 au 20 mars inclus. Selon la prescription du Kitáb-i-Aqdas, elle est précédée par les jours de fête du Ayyám-i-Há' (ايام الهاء) et suivie par la fête du Nouvel An baha'i célébrant l'équinoxe de printemps (Naw-Rúz, en persan نوروز, le 21 mars). Durant ce jeûne, les baha'is s'abstiennent de manger, de boire et de fumer du lever au coucher du soleil, qu'il est permis de déterminer à l'aide d'horloges.
Ce jeûne ne concerne que les adultes en pleine santé. Aucun rattrapage ni compensation ne sont prévus pour ceux qui sont exemptés, mais il leur est précisé « qu'il est louable et convenable de manger frugalement et en privé. »
Comme le mois 'Alá' « Élévation » s'achève à l'équinoxe de printemps, le jeûne a toujours lieu à la même saison (au printemps dans l'hémisphère nord et en automne dans l'hémisphère sud), sans excès de froid ni de chaleur préjudiciables, et lorsque la durée du jour et de la nuit sont à peu près équivalentes sur toute la Terre.

### Bouddhisme

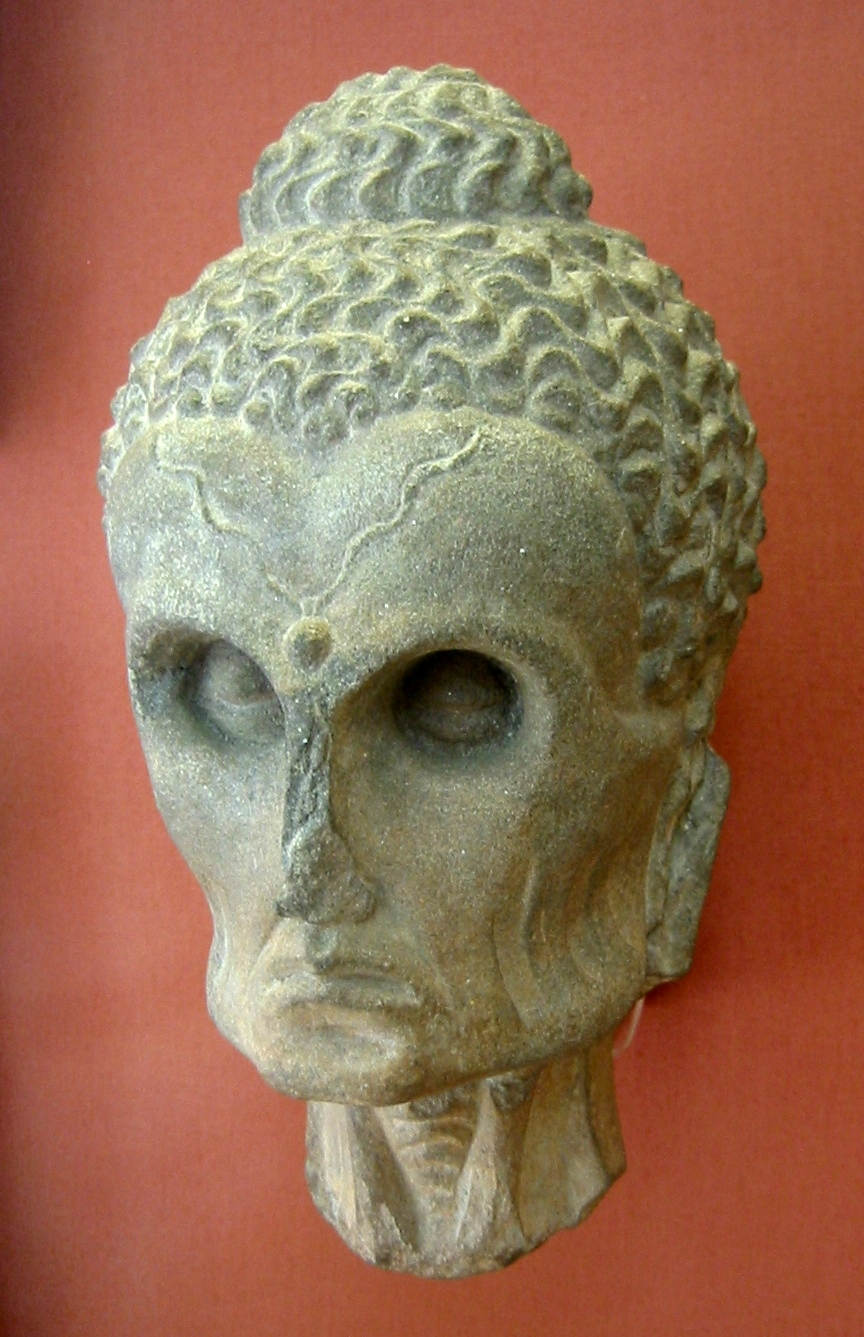
Le Bouddha émacié après avoir subi d'intenses pratiques ascétiques (Gandhara, IIe siècle - IIIe siècle, British Museum).

Avant d'atteindre l'illumination, ou l'état d'éveil, le prince Siddhartha a pratiqué six années d'austérité stricte au cours desquelles il n'a consommé que très peu de nourriture. Par la suite, le prince Siddhartha a pratiqué l'ascèse avec plus de modération.
Certaines pratiques ascétiques de dhutanga incluent une limitation de la nourriture (pattapiṇḍika). Certains moines observent également une période de jeûne plus ou moins longue et stricte, souvent considérée comme favorable à la méditation.
Le jeûne n'est pas pratiqué par les bouddhistes laïques car il est considéré comme un écart par rapport à la voie du milieu[réf. nécessaire].
Néanmoins, les dévots laïcs therevada et mahāyāna (Upāsaka et Upāsikā) peuvent, certains jours du calendrier lunaire Uposatha, prendre huit vœux, dont celui de ne faire qu'un repas par jour, en un plat, et à terminer avant le zenith solaire.
Certaines pratiques du vajrayana, telle celle de nyung né, sont sans manger ni boire du coucher à la pratique de clôture, trente six heures après.

### Hindouisme
Le jeûne a un rôle important dans la religion hindoue. Les croyants observent différentes diètes selon leurs croyances personnelles et les coutumes locales.
Quelques exemples :
- certains hindous jeûnent certains jours du mois comme Ekadashi (le 11e jour de chaque cycle lunaire) ou à Purnima (pleine lune) ;
- certains jours de la semaine sont des jours de jeûne spécifiques aux croyances de chacun et à une divinité favorite ;
- le jeudi est un jour de jeûne très répandu dans le Nord de l'Inde. Les fidèles portent des vêtements jaunes et des fleurs jaunes ;
- jeûner durant les fêtes religieuses est assez commun. Par exemple, lors de Shivaratri ou durant les neuf jours de Navratri (deux fois par an, en avril et en octobre) avant Divālī. Karva Chauth est une forme de jeûne respecté au Nord de l'Inde par les femmes mariées en faveur de la santé, de la prospérité et pour la longévité de la vie de leurs époux. Le jeûne est rompu après que l'épouse a aperçu la Lune au travers d'un voile après le coucher du Soleil.

Les types de jeûne sont divers. Si le jeûne est strictement respecté, la personne jeûnant n'absorbe aucune nourriture, ni solide, ni liquide, du coucher du soleil jusqu'à 48 minutes après le lever du soleil du jour. Jeûner peut également signifier se priver de certaines nourritures ou de se contenter d'un seul repas dans la journée.
Dans tous les cas, on ne doit pas manger ou même toucher des produits issus d'animaux (œufs, viande, etc.) le jour du jeûne.
Théoriquement, pour l'hindouisme, celui qui jeûne, dans un esprit de dévotion envers la divinité, se libère des péchés nés de dix millions de naissances antérieures ; mais, par exemple, pour la tradition vishnouïte, « celui qui mange lors de l'anniversaire du seigneur Krishna (...) devient un vautour pour dix milliards de naissances, un porc pour cent naissances, un chien pour cent naissances et un chacal pour cent naissances ». Le jeûne a donc un rapport étroit avec la volonté ascétique dirigée vers le but ultime de se libérer du cycle des réincarnations (samsâra).
Selon le mahatma Gandhi, le jeûne est indispensable comme préalable à la maîtrise de sa sexualité, à la réalisation du brahmacharya : on ne peut maintenir sa sexualité sous son contrôle si l'on est incapable de contrôler et dominer sa faim et l'organe du goût. Le jeûne peut être pratiqué jusqu'à la mort, par inanition infinie, pratique à la fois hindoue (explicitée dans les Lois de Manu, par exemple) et jaïne nommée Sallekhana. Vinoba Bhave, célèbre disciple gandhien, la pratiqua.
Dans le Yoga-Sûtra de Patanjali, au chapitre 3, sûtra 31, il y a possibilité de dissoudre toute sensation de faim et de soif par le samyama (concentration, méditation, enstase/samadhi) avec pour support le fond de la gorge (contemplation yogique facilitant ainsi tout jeûne).

### Philosophie athée ou animiste
Dans une logique matérialiste proche du monisme, le jeûne modéré (15 jours à 3 semaines ou le demi-jeûne) a pour vocation d'améliorer la conscience du corps. Combiné avec des techniques méditatives, le jeûne permet de mieux ressentir l'effet positif ou négatif des pensées, actions ou projets sur notre corps et notre bien-être.
Dans les rites d'initiation des peuples d'Amérique du Nord la recherche de la vision est une étape importante de l'entrée dans l'âge adulte. La vision qui révèle en particulier l'animal tutélaire s'obtient entre autres par le jeûne.

## Jeûne politique

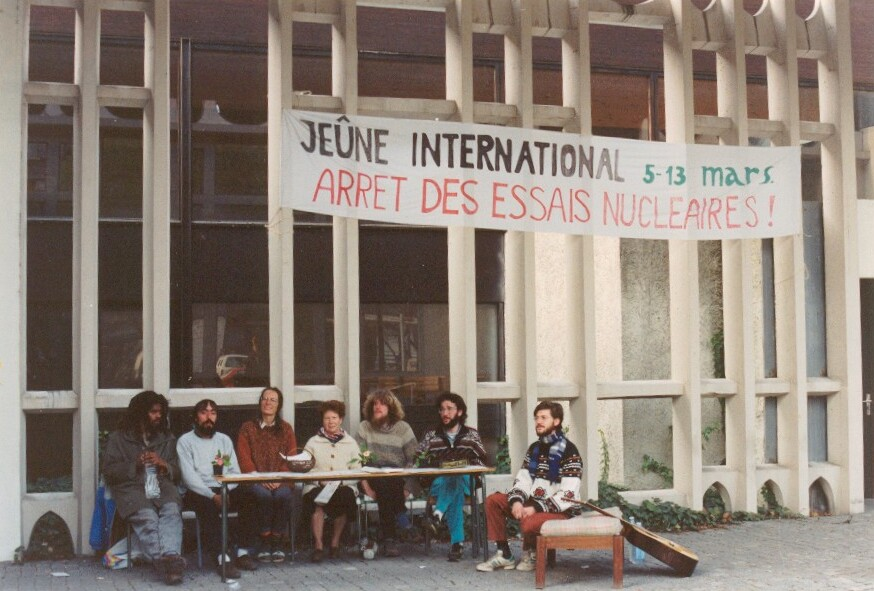
Jeûne international contre les essais nucléaires, Grenoble, 1990.

Le jeûne politique, appelé également jeûne de protestation ou grève de la faim, est un moyen de protestation non violent utilisé entre autres par Gandhi. Depuis le début du XXe siècle, les jeûneurs politiques sont légion. Dès 1905, les suffragettes anglaises, incarcérées pour avoir revendiqué le droit de vote pour les femmes, ont fait la grève de la faim dans les prisons. La police tenta de les obliger à manger, mais cela ne les arrêtait guère. Le gouvernement répondit sans succès avec la loi dite « Chat et Souris » (Cat and Mouse Act, officiellement The Prisoners (Temporary Discharge for Ill Health) Act 1913) : quand une gréviste était trop faible, elle était relâchée puis réincarcérée une fois sa vie hors de danger.
Il a ensuite été utilisé par plusieurs personnalités en Europe, dont Lanza del Vasto, notamment pendant la guerre d'Algérie, pendant le concile Vatican II et la lutte des paysans du Larzac. Louis Lecoin a souvent utilisé cette méthode, qui a abouti à la reconnaissance du statut d'objecteur de conscience. Un épisode très dur a également eu lieu dans la lutte opposant les prisonniers irlandais de l'IRA provisoire ou assimilés au Royaume-Uni sous le gouvernement de Margaret Thatcher, aboutissant à la mort de dix personnes en 1981, le plus célèbre étant Bobby Sands, à l'issue de 66 jours de jeûne.
Parmi les longs jeûnes politiques, le désarmement nucléaire en 1983 est suivi par quatorze personnes pendant 40 jours à Paris, à Bonn, à Toronto, à Rome et à San Francisco, et le jeûne Vivre sans nucléaire pendant 36 jours par Dominique Masset, André Larivière et Michel Bernard, à Paris. Un jeûne de 4 jours est organisé chaque année depuis 1986 entre le 6 et 9 août, anniversaire des bombardements atomiques de Hiroshima et Nagasaki,,,,,.
Il est aujourd'hui souvent utilisé par des réfugiés ou des déboutés du droit d'asile (par exemple à l'église Saint-Joseph à Paris à l'été 1991) pour forcer l'obtention d'un permis de séjour ; il est aussi pratiqué par des groupes désireux d'assurer une couverture médiatique à leurs idées ou de faire pression sur un gouvernement, un pouvoir. Il s'agit également d'une pratique dans le milieu carcéral, pour protester contre les conditions de détention.
En 1998, le Congrès de la jeunesse tibétaine organise une grève de la faim de six Tibétains à New Delhi du 10 mars au 15 mai qui avait pour objectif la réouverture par les Nations unies de la question tibétaine, la nomination d'un envoyé spécial et d'un rapporteur spécial de l'ONU pour le Tibet. Après 49 jours, le groupe composé de 6 personnes dont une femme âgée de 62 ans, fut évacué de force par la police indienne, le jour précédent la visite en Inde d’un chef de l'armée chinoise. C'est alors que Thubten Ngodup s'est immolé. Un deuxième groupe composé de cinq hommes devait prendre la suite le 28 avril. Mais au 18e jour, le TYC suspendait la grève de la faim après l'engagement de la Norvège, de la Pologne, de la Hongrie, du Costa Rica et de l'Union européenne d'intervenir auprès du gouvernement chinois et de l'ONU. Cet événement inspire Les Guerriers de l'esprit, un film de Pierre Anglade.
Du 7 mars au 14 avril 2006, Jean Lassalle, député français des Pyrénées-Atlantiques, a suivi un jeûne de plusieurs semaines pour protester contre le risque de départ d'une entreprise japonaise dans sa circonscription vers une circonscription voisine ; il a cessé son jeûne contre les garanties que l'entreprise reste dans les lieux.
Le jeûne est le plus souvent seulement alimentaire (l'hydratation par boissons étant conservée), permettant des grèves de la faim prolongées.
L'attitude médicale est délicate et diverse, variant du forçage alimentaire par sonde gastrique à l'accompagnement en respectant les volontés du protestataire.

### Jeûne et dérives sectaires
La pratique du jeûne est parfois soupçonnée de dérives. Le phénomène de l'inédie et certaines thèses, comme celle de Jasmuheen, ont conduit la MIVILUDES à des mises en garde. Georges Fenech déclare :

« Il y a un phénomène d'épuisement physique et donc d'épuisement et de faiblesse mentale à certains moments. Il n'y a plus de capacité de jugement ou de résistance face à des discours qui vont déraper, qui vont passer du simple jeûne à un discours plus doctrinal, plus idéologique. »

## Jeûne climatique
Le jeûne climatique, ou jeûne pour le climat, est à l'origine une initiative du Conseil œcuménique des Églises. Elle consistait en pratique à jeûner le premier jour de chaque mois. Cette initiative répond à une aspiration des religions abrahamiques à la sobriété, face au consumérisme, au gaspillage, au gâchis, en vue d'une plus juste répartition des richesses, comme le souhaite Michaël Azoulay, rabbin à Neuilly-sur-Seine, chargé des questions de société par le grand-rabbin de France, et qui considère qu’« on n’a pas assez insisté sur l’importance de la préservation de la planète ». Des initiatives concrètes de jeûne pour le climat ont été observées lors de la COP 21 à Paris et de la COP 24 à Katowice.
Le jeûne automobile au Luxembourg aussi ou (de)"Autofasten" en Allemagne ou Autriche,,, rentrent dans des démarches similaires soutenues en France par le Réseau Bible et Création.

## Le jeûne dans la littérature
- Dan Millman, Le Guerrier pacifique (sur le jeûne hydrique d'une semaine pour purifier le corps et l'esprit)
- Franz Kafka, Un artiste de la faim (où le narrateur est un jeûneur professionnel, se produisant en spectacle )

#### Physiologie
- Institut national de la santé et de la recherche médicale, « Évaluation de l’efficacité de la pratique du jeûne comme pratique à visée préventive ou thérapeutique », sur inserm.fr, 2014.
- Xavier Leverve et Jacques Cosnes, « Physiologie du jeûne », dans Traité de nutrition artificielle de l'adulte, Springer, 2001, 2e éd., 957 p. (ISBN 978-2287597381, lire en ligne), p. 322-333.
- Lauralee Sherwood et Alain Lockhart, Physiologie humaine, De Boeck, coll. « Anat.Physio », 2006, 629 p., broché (ISBN 978-2-8041-4913-0, lire en ligne), p. 563-564.
- Thierry de Lestrade, Le jeûne, une nouvelle thérapie ?, Paris, La Découverte, 2015
- Hervé Guénard, Physiologie humaine, Paris, Pradel, 2001, 606 p., broché (ISBN 978-2-913996-04-5, lire en ligne)

#### Santé
- Olivier Jallut, Médecines Parallèles et Cancers : Mode d'emploi et de non-emploi, Horizon Chimérique, mars 1992, 366 p., 14 cm x 21,5 cm (présentation en ligne)
- (en) Earl W. Conroy, Fasting, Auckland, Aio Wira Centre, 1984
- Dr Lutzner, Comment revivre par le jeûne, Paris, Terre vivante, 1984
- Herbert Shelton, Le Jeûne, Paris, Trédaniel - Le courrier du livre, 1970.
- Dr Yves Vivini, La Bouffe ou la vie, Paris, Le François, 1977
- Michèle Plas, Le Jeûne (thèse de Médecine), Clermont, 1977[1]

##### Thèses de médecine citées par Daniel Kieffer[1]
- Michel Duverney-Guichard, A propos d'un jeûne de 42 jours (thèse de Doctorat en Médecine), Université de Grenoble, février 1986
- M. Despas, Le jeûne total & l'obésité (thèse de Médecine), Lille, 1968
- Dimension hygiénique du jeûne et de l'abstinence dans la tradition judéo-chrétienne (thèse de Médecine), Paris Ouest, 1982

#### Religions
- Christophe Deville, Le Croyant et le jeûne, Paris, Scriptura, 2002, 23 p. (ISBN 978-2-914877-01-5)
- Adrien Baillet, Histoire du Carême, Paris (présentation en ligne)
- Claude Fleury, Mœurs des Israélites et des Chrétiens, Paris (présentation en ligne) p. 82-86
- (en) Jamsheed K. Choksy, « Fasting : I. Among Zoroastrians, Manicheans, and Bahais », Encyclopædia Iranica, Costa Mesa, Mazda, vol. 9,‎ 1999 (lire en ligne)

### Filmographie
- Le jeûne, une nouvelle thérapie ? : Documentaire, de Via Découvertes Production (prod.) et de Thierry de Lestrade et Sylvie Gilman (réal.), Arte, 2011, 56'06 [voir en ligne] : Coproduction : ARTE France, Via Découvertes Production, première diffusion sur Arte le 30 avril 2012 à 5 h 00, rediffusé sur Arte en janvier 2019.
- Le jeûne, enquête sur un phénomène, Thierry de Lestrade et Sylvie Gilman, Arte France, 2023, 61 min.